# Achim Landwehr
Achim Landwehr (* 24. Dezember 1968 in Heilbronn) ist ein deutscher Historiker und Hochschullehrer.
Nach dem Abitur 1988 am Kolleg St. Blasien studierte Achim Landwehr von 1990 bis 1995 Geschichte, Germanistik und Rechtswissenschaft an den Universitäten Augsburg, Freiburg, Basel und Dublin. 1995 schloss er das Studium mit dem Magister artium ab. In seiner Familie war er damit der erste, der ein Studium erfolgreich abschloss. Von 1996 bis 1998 war Landwehr wissenschaftlicher Mitarbeiter am Max-Planck-Institut für europäische Rechtsgeschichte in Frankfurt am Main. Im Jahr 1999 wurde er in Freiburg im Breisgau promoviert mit einer Arbeit über die Implementation frühneuzeitlicher Policeyordnungen. Von 1999 bis 2000 war er Postdoktorand am Graduiertenkolleg „Wissensfelder der Neuzeit“ an der Universität Augsburg. Von 2000 bis 2003 war Landwehr als wissenschaftlicher Assistent am Lehrstuhl für Europäische Kulturgeschichte der Universität Augsburg tätig.
2003 erfolgte der Ruf auf eine Juniorprofessur für Europastudien an der Universität Düsseldorf. 2005 wurde er mit einer Arbeit zur Kulturgeschichte Venedigs in der Frühen Neuzeit habilitiert. Zu Beginn des Sommersemesters 2008 wurde Landwehr auf die Professur für Geschichte der Frühen Neuzeit am Institut für Geschichtswissenschaften der Universität Düsseldorf berufen. Seit 2019 war er Dekan der Philosophischen Fakultät an der Universität Düsseldorf. Von Oktober 2009 bis September 2010 war Landwehr Fellow des Gutenberg-Forschungskollegs an der Universität Mainz. Im Jahr 2023 folgte er dem Ruf auf die W3-Professur für Neuere Geschichte mit dem Schwerpunkt Frühe Neuzeit an der Universität Konstanz.
Seine Forschungsschwerpunkte sind die europäische Geschichte der Frühen Neuzeit, die Kulturgeschichte und Geschichtstheorie. Er ist Herausgeber der utb-Reihe Orientierung Geschichte.

## Schriften (Auswahl)
Monographien
- Policey im Alltag. Die Implementation frühneuzeitlicher Policeyordnungen in Leonberg (= Studien zu Policey und Policeywissenschaft). Klostermann, Frankfurt am Main 2000, ISBN 3-465-03045-1 (Dissertation, Universität Freiburg im Breisgau, 1998/99).
- Geschichte des Sagbaren. Einführung in die historische Diskursanalyse. Diskord, Tübingen 2001, ISBN 3-89295-713-4.
- mit Stefanie Stockhorst: Einführung in die Europäische Kulturgeschichte. Schöningh, Paderborn 2004, ISBN 3-506-71712-X.
- Die Erschaffung Venedigs. Raum, Bevölkerung, Mythos 1570–1750. Schöningh, Paderborn u. a. 2007, ISBN 978-3-506-75657-2.
- Historische Diskursanalyse. Campus, Frankfurt am Main 2008, ISBN 978-3-593-38451-1.
- Kulturgeschichte. Ulmer, Stuttgart 2009, ISBN 978-3-8001-2899-0.
- Geburt der Gegenwart. Eine Geschichte der Zeit im 17. Jahrhundert. S. Fischer, Frankfurt am Main 2014, ISBN 978-3-10-044818-7.
- Die anwesende Abwesenheit der Vergangenheit. Essay zur Geschichtstheorie. S. Fischer, Frankfurt a. M. 2016, ISBN 978-3-10-397205-4.
- Diesseits der Geschichte. Für eine andere Historiographie. Wallstein, Göttingen 2020, ISBN 978-3-8353-3742-8.[3]
- Zeiten haben. Klimakrise und Endlichkeit. Campus, Frankfurt am Main 2025, ISBN 978-3-593-52121-3.

Herausgeberschaften
- mit Friso Ross: Denunziation und Justiz. Historische Dimensionen eines sozialen Phänomens. Diskord, Tübingen 2000, ISBN 3-89295-689-8.
- mit Thomas Simon: Repertorium der Policeyordnungen der Frühen Neuzeit. Band 4: Baden und Württemberg. Klostermann, Frankfurt am Main 2001, ISBN 3-465-03134-2.
- Geschichte(n) der Wirklichkeit. Beiträge zur Sozial- und Kulturgeschichte des Wissens. Wißner, Augsburg 2002, ISBN 3-89639-361-8.
- Diskursiver Wandel. VS, Wiesbaden 2010, ISBN 978-3-531-17579-9.
- mit Susanne Hilger: Wirtschaft – Kultur – Geschichte. Positionen und Perspektiven. Steiner, Stuttgart 2011, ISBN 978-3-515-09854-0.
- Frühe Neue Zeiten. Zeitwissen zwischen Reformation und Revolution. Transcript, Bielefeld 2012, ISBN 978-3-8376-2164-8.